# Тутук
Туту́к — древнетюркское звание.
А. Н. Бернштам этимологизировал тутук следующим образом: «tut + oq или uq, то есть „рододержатель“ от глагола tutmaq (держать) и oq||uq». По его мнению, тутуки — это «родовые князьки», «представители родоплеменной знати», вассалы кагана в племенах мельче тех, во главе которых стояли эльтеберы.
Существует точка зрения, что у древних тюрков тутук был временным губернатором, назначавшимся ханом. Г. Дёрфер полагал, что тутук — «в китайском государстве первоначально был титулом военных губернаторов, то есть распорядителей городских пограничных гарнизонов, в большинстве своем — некогда самостоятельных тюркских беков, превратившихся в китайских вассалов, а потому лишившихся своих тюркских званий, как то произошло к примеру в 657 г. с вождями трёх карлукских племён». Имеется в виду практика, когда в VII в. танские власти наделяли глав даже небольших родоплеменных подразделений званием тутук, то есть правителя округа, управления дуду — создаваемых фиктивно китайским правительством административно-территориальных единиц на территории распавшегося Западнотюркского каганата.
Тутук встречается в подобном контексте и в рунических памятниках, принадлежащих древним уйгурам. В надписи Моюн-чура — «народу чиков я дал начальника (тутука)». Авторы СИГТЯ устанавливают следующее значение должности тутука — ‘военный правитель области’.
Рассматриваемый термин мог применяться к мемориантам, носящим следующие титулы и звания: бек, сангун, эльчи, ынанчу, чигши, уруну. Имеется характерная фраза в тексте памятника Е-1: некий Эль Тоган-тутук для своего божественного государства «был его послом», а для народа «шести уделов» был его беком. В памятнике Е-48 о беке говорится, что на ханской службе он достиг, благодаря своей доблести, «славного титула тутук».
Следует отметить, что в подавляющем большинстве эпитафии мемориантов со званием тутук встречены в Туве. Надо полагать, что после разгрома уйгуров кыргызские военачальники ставились губернаторами на приобретенных территориях, где была ликвидирована администрация бывшего противника.